# Тан Тхол
Тан Тхол (англ. Tan Thol, 2 апреля 1941) — камбоджийский велогонщик, выступавший на треке. Участвовал в летних Олимпийских играх 1964 года.

## Биография
Тан Тхол родился 2 апреля 1941 года.
В 1964 году вошёл в состав сборной Камбоджи на летних Олимпийских играх в Токио, единственный раз выставившей на Игры своих велосипедистов. Выступал в велоспорте на треке в двух дисциплинах.
В индивидуальном спринте проиграл в первом раунде будущему серебряному призёру, действующему вице-чемпиону мира Даниелю Морелону из Франции и Эдуардо Бустосу из Колумбии. Выиграл предварительный заезд утешительного раунда, показав результат 13,00 секунды и опередив Рихарда Бичкеи из Венгрии и Кристофера Чёрча из Великобритании, но в финале утешительного раунда уступил Нильсу Фредборгу из Дании.
В гите на 1000 метров показал 22-й результат среди 26 финишировавших — 1 минута 18,20 секунды, уступив 8,61 секунды победителю — Патрику Серкю из Бельгии.